# Milada Anna Vachudová
Milada Anna Vachudová (* ca. 1968/1969 in der Metropolregion Seattle) ist eine US-amerikanische Politikwissenschaftlerin tschechischer Herkunft. Seit 2001 ist sie an der University of North Carolina at Chapel Hill tätig.

## Werdegang
Milada Vachudová wurde als Kind einer tschechischen Familie in den Vereinigten Staaten geboren, wohin ihre Eltern infolge der Niederschlagung des Prager Frühlings 1968 aus der Tschechoslowakei geflohen waren, und wuchs in Seattle auf. Als Schülerin verbrachte sie mit einem Rotary-Stipendium 1986 einen Studienaufenthalt im französischen Angoulême. Nach ihrer Schulzeit nahm sie ein Studium der Internationalen Beziehungen an der Stanford University auf, das sie 1991 mit einem Bachelor abschloss. Während des Falls der Berliner Mauer befand sie sich 1989 im Auslandsstudium in Paris und hielt sich von dort aus nach Beginn der Samtenen Revolution in der Tschechoslowakei auch in Prag auf.
Nach ihrem Bachelorabschluss erhielt sie 1991 ein Marshall-Stipendium, um an der britischen University Oxford zu studieren. Am dortigen St Antony’s College erwarb sie 1993 zunächst einen Masterabschluss in europäischer Politik, ehe sie 1997 in Politikwissenschaft promoviert wurde. Daneben lehrte sie 1992 und 1993 an der Central European University in Prag und war von 1994 bis 1996 Fellow am Center for Science and International Affairs der Harvard University. Nach Abschluss ihrer Promotion war sie als Fellow und Gastwissenschaftlerin unter anderem an der Princeton University (1998–1999), der Columbia University (1999–2000), der Harvard University (1999–2000) sowie am Europäischen Hochschulinstitut (2000–2001) tätig. Darüber hinaus hielt sie von 1997 bis 1998 auch einen Lehrauftrag an der Karls-Universität in Prag und war von 1998 bis 2001 als externe außenpolitische Beraterin im Stab des tschechischen Präsidenten Václav Havel tätig.
2001 erhielt Vachudová an der University of North Carolina at Chapel Hill eine Stelle als Assistant Professor am dortigen Fachbereich für Politikwissenschaft. 2007 wurde sie zum Associate Professor befördert. Von 2015 bis 2018 erhielt sie eine Förderung der EU-Kommission als Inhaberin eines Jean-Monnet-Lehrstuhls. 2022 berief sie die University of North Carolina schließlich auf eine volle Professur für Politikwissenschaft.

## Forschung und Rezeption
In ihrer Forschung beschäftigt sich Vachudová mit europäischer Politik, schwerpunktmäßig insbesondere mit der Demokratisierung und dem politischen Wandel in den postkommunistischen Ländern Europas, mit den Erweiterungen der Europäischen Union sowie mit dem Einfluss internationaler Akteure auf die Innenpolitik. Seit 2001 gehört sie zudem dem Leitungsteam der Chapel Hill Expert Survey für die Positionen politischer Parteien in Europa an.
Für ihr 2005 erschienenes Buch Europe Undivided: Democracy, Leverage and Integration After Communism wurde sie 2006 mit dem Stein-Rokkan-Preis für vergleichende Sozialforschung des Internationalen Rats für Sozialwissenschaften und des European Consortium for Political Research ausgezeichnet.
Laut Google Scholar wurden die Veröffentlichungen Vachudovás bisher insgesamt über 11.000 Mal in anderen wissenschaftlichen Arbeiten zitiert, bei einem h-Index von 37.